# Hippocratea vignei
Hippocratea vignei är en benvedsväxtart som beskrevs av William Evans Hoyle. Hippocratea vignei ingår i släktet Hippocratea och familjen Celastraceae. Inga underarter finns listade.